# Lewin Brzeski
Lewin Brzeski (tuż po wojnie Lubień, niem. Löwen) – miasto w województwie opolskim, w powiecie brzeskim, siedziba gminy miejsko-wiejskiej Lewin Brzeski. Miasto jest położone na Nizinie Śląskiej nad Nysą Kłodzką.
Pod względem historycznym Lewin Brzeski leży na Dolnym Śląsku. Uzyskał lokację miejską przed 1284 rokiem. W latach 1975–1998 miasto administracyjnie należało do starego woj. opolskiego.
Według danych GUS z 1 stycznia 2024 roku miasto miało 5585 mieszkańców.

## Nazwa miasta
Według niemieckiego nauczyciela Heinricha Adamy’ego nazwa miejscowości pochodzi od staropolskiej nazwy polowania – łowiectwa. W swoim dziele o nazwach miejscowych na Śląsku wydanym w 1888 roku we Wrocławiu wymienia jako pierwotną zanotowaną nazwę miejscowości (wówczas wsi) jako Łowic, podając jej znaczenie Jagerdorf – „wieś łowczych, myśliwych”.
W księdze łacińskiej Liber fundationis episcopatus Vratislaviensis (pol. Księga uposażeń biskupstwa wrocławskiego) spisanej za czasów biskupa Henryka z Wierzbna w latach 1295–1305 miejscowość wymieniona jest w obecnej polskiej formie Lewin.
W spisanym po łacinie dokumencie średniowiecznym Bolesława opolskiego z dnia 1 września 1310 roku miasto wymienione jest pod nazwą Lewin.
W roku 1613 śląski regionalista i historyk Mikołaj Henel z Prudnika wymienił miejscowość w swoim dziele o geografii Śląska pt. Silesiographia podając jej łacińską nazwę: Lewinum. Szwajcarski kartograf i geograf Mateusz Merian w swoim dziele „Topographia” wydanym w 1650 r. podaje dwie zgermanizowane formy nazwy miejscowości: Löben oraz Löwen; podaje również dwie zniekształcone polskie nazwy Lewyn oraz Levin.

## Historia
Powstanie osady było uwarunkowane położeniem w pobliżu przeprawy przez Nysę Kłodzką. Prawa miejskie w XIII w. za sprawą pierwszego właściciela, Bogusza z Pogorzeli, który w 1250 r. lokował miasto, potwierdzenie praw miejskich 1333 r. przez księcia Bolesława III z Brzegu.
Do 1675 r. miasto należało do księstwa legnicko-brzeskiego. Od 1329 r. jako lenno korony czeskiej. W latach 1526–1741 Lewin Brzeski był pod władaniem Habsburgów austriackich. Po tym okresie (w wyniku wojen śląskich) z większością Śląska przeszedł pod panowanie pruskie.
W XVIII w. do miasta przybyli Żydzi. W 1880 r. powstał tu cmentarz żydowski. Do 1937 r. w miejscowości mieszkało już tylko 30 Żydów.
W okresie II wojny światowej na stacji kolejowej pracowali jeńcy z Obozu Pracy Brieg-Pampitz m.in. Mieczysław Dukalski ps. "Zapora".
W 1945 r. po ucieczce i wypędzeniu Niemców miasto przeszło pod kontrolę polską i przywrócono mu historyczną nazwę Lewin, z dodanym przymiotnikiem Brzeski od pobliskiego miasta Brzeg. Został ponownie zasiedlony przez Polaków, część z nich wypędzonych z byłej wschodniej Polski zaanektowanej przez Związek Radziecki, w szczególności z przedwojennych południowo-wschodnich rejonów Polski, Kołomyi, Stanisławowa i Lwowa.
W latach 1950–1953 na terenie miasta działała tajna antykomunistyczna organizacja młodzieżowa Podziemny Orzeł Wolności. W 2017 r. Mieczysław Józefczyk, skazany w 1953 r. na 7 lat więzienia za działalność w Podziemnym Orle Wolności, został odznaczony Krzyżem Kawalerskim Orderu Odrodzenia Polski.
1 marca 2015 r. przy kościele parafialnym pw. Wniebowzięcia NMP została odsłonięta tablica pamiątkowa Pamięci żołnierzy i działaczy podziemia niepodległościowego z lat 1939-1956, na której upamiętniono organizację Podziemny Orzeł Wolności oraz cichociemnych związanych z miastem: Alojzego Pawła Józekowskiego i Kazimierza Nieple.

16 września 2024 przepływająca przez Lewin Brzeski rzeka Nysa Kłodzka wylała powodując rozległe zniszczenia. 
Urodził się tu Alojzy Paweł Józekowski – żołnierz Polskich Sił Zbrojnych na Zachodzie, podpułkownik łączności, po szkoleniu dla cichociemnych w Wielkiej Brytanii.

## Demografia

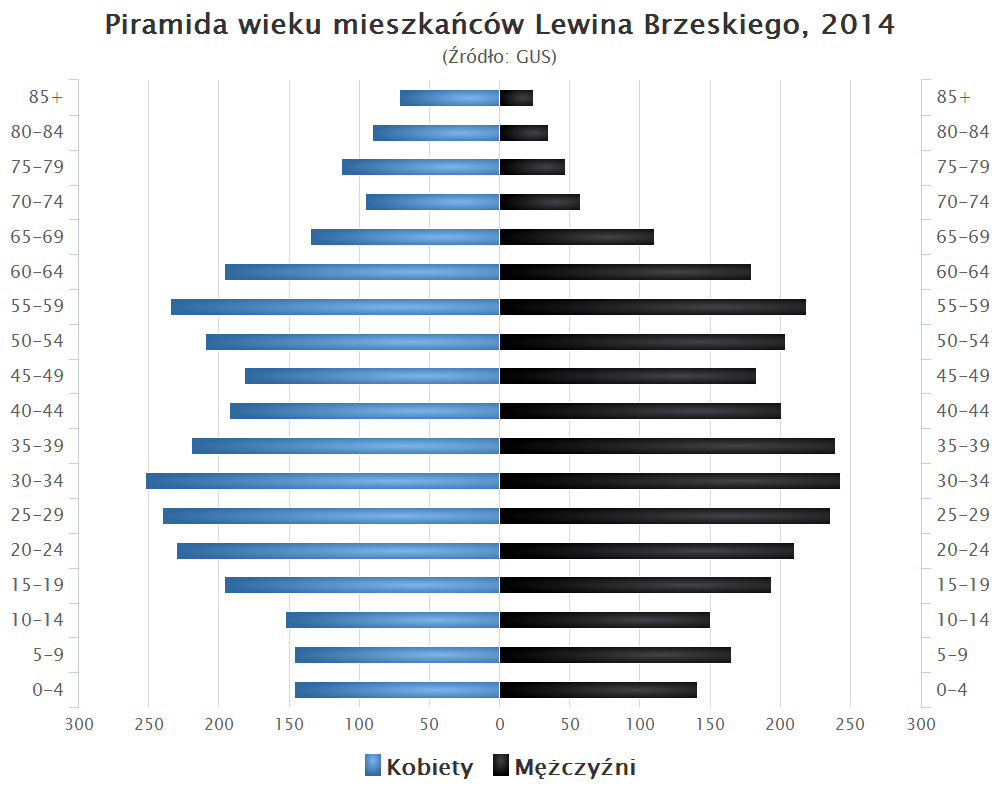
Piramida wieku mieszkańców Lewina Brzeskiego w 2014 roku

## Zabytki
Do wojewódzkiego rejestru zabytków wpisane są:
- układ urbanistyczny miasta z zachowanym średniowiecznym układem ulic
- kościół ewangelicki pw. św. Piotra i Pawła, ul. Wojska Polskiego 5, z XIV wieku, XVI w., 1660 r.
- mogiły żołnierskie W. P. na cmentarzu rzymskokatolickim.
- ratusz, z 1837 r., XIX/XX r.
- zespół pałacowy, z poł. XVIII w.
  - Pałac w Lewinie Brzeskim, barokowy z 1772 r., obecnie odrestaurowany
  - park
  - ogrodzenie z bramami
- dom, ul. Kilińskiego 11 (d. 3), z poł. XIX w.
- domy, ul. Kościuszki 3, 5, 9, 19
- domy, ul. Matejki 5, 6, 8, 9, 10/10a (d. 12), 11, 12 (d. 14), z poł. XIX w.
- domy, ul. Pocztowa 3, 5, z poł. XIX w.
- domy w rynku, odrestaurowane: Rynek 2 (d. 3), 2 (d. 31), 3 (d. 4), 3 (d. 5), 4 (d. 6), 4 (d. 7), 5 (d. 8), 5 (d. 9), 6 (d. 10), 6 (d. 11), 7 (d. 12), 7 (d. 13), 8 (d. 14), 8 (d. 15), 12 (d. 20), 12 (d. 21), 13 (d. 22), 14 (d. 23), 15 (d. 24), 15 (d. 25), 17 (d. 29), 17 (d. 30), 18 (d. 32), 18 (d. 33), 21 (d. 38), 21 (d. 39), 22 (d. 40), 22a (d. 41), 23 (d. 42), 24 (d. 43), 26 (d. 45), 27 (d. 46), 27/28 (d. 44), z XIX w.
- spichrz, z 1756 r.

inne zabytki:
- katolicki kościół Wniebowzięcia NMP
- marmurowy krzyż z 1617 lub 1677 r. upamiętniający zabójstwo[21]

## Transport
Miasto leży przy głównym szlaku kolejowym Wrocław – Katowice/Lubliniec, pomiędzy autostradą A4 a drogą krajową nr 94 Opole – Wrocław.

## KS Olimpia Lewin Brzeski
Klub piłkarski z siedzibą w Lewinie Brzeskim, założony w 1947 r. Aktualnie występuje w IV lidze opolskiej w piłce nożnej.
- pełna nazwa: Klub Sportowy Olimpia Lewin Brzeski
- rok założenia: 16 czerwca 1947 r.
- barwy klubowe: biało-żółto-niebieskie
- adres: ul. Powstańców Śląskich 49, 49-340 Lewin Brzeski
- stadion: Stadion im. Mieczysława Kawiaka

pojemność: 3500 (1500 miejsc siedzących)
oświetlenie: brak
wymiary boiska: 110 m x 69 m
- prezes: Jacek Kieroński
- trener: Andrzej Polak[22]
- autor herbu: Jakub Malicki

Sukcesy:
- Awans do 4 ligi w 2008 r. (1. miejsce)
- 6. miejsce w IV lidze w 2009 r.

## Wspólnoty wyznaniowe
- Kościół rzymskokatolicki:

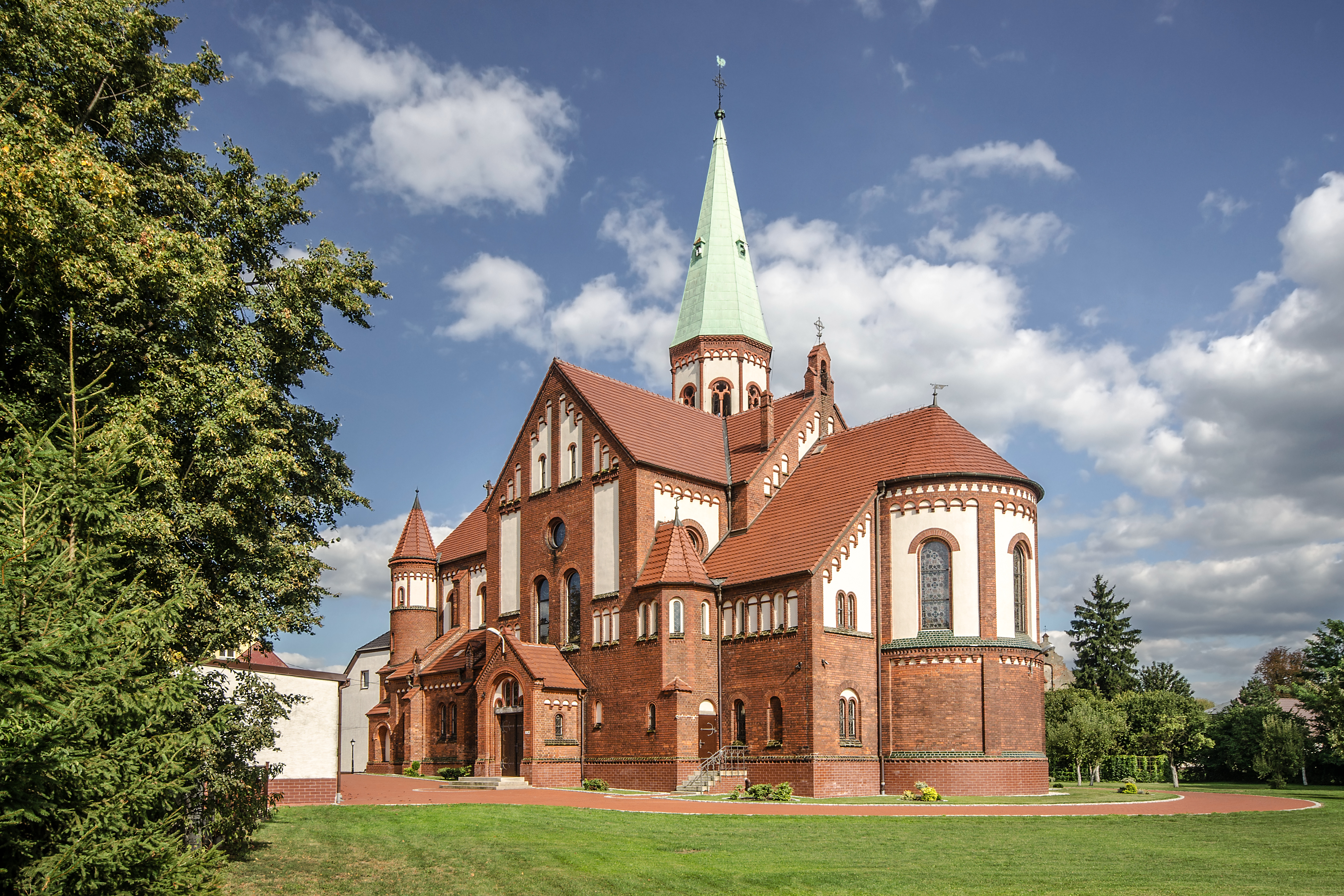
Kościół Wniebowzięcia NMP

  - parafia Wniebowzięcia Najświętszej Maryi Panny
- Świadkowie Jehowy:
  - zbór Lewin Brzeski (Sala Królestwa ul. Kasztanowa 7)[23]